# ピーテル・クラースゾーン
ピーテル・クラースゾーン（Pieter Claesz、1597年ごろ - 1660年1月1日）は、オランダ黄金時代に活躍した画家。

## 生涯
ピーテル・クラースゾーンはアントウェルペン近郊のベルヘムで生まれ、1620年にその地の聖ルカ組合のメンバーとなった。彼に関して両親の名前やどこで訓練を受けたかなどは伝わっていない。1621年にはハールレムに移り、そこで息子（後に風景画家となったニコラース・ベルヘム）が生まれた。ピーテル・クラースゾーンと静物画で知られるウィレム・クラースゾーン・ヘーダはともにハールレムで活動したが、双方とも朝食図で知られている。ピーテル・クラースゾーンの初期の作品は色彩豊かであったが、後年になって落ち着いた色合いに変化していった。彼の静物画は多くの場合寓意的な意味を持っており、描きこまれた頭蓋骨が人間の生命の儚さを表すなどしている。

## 作品

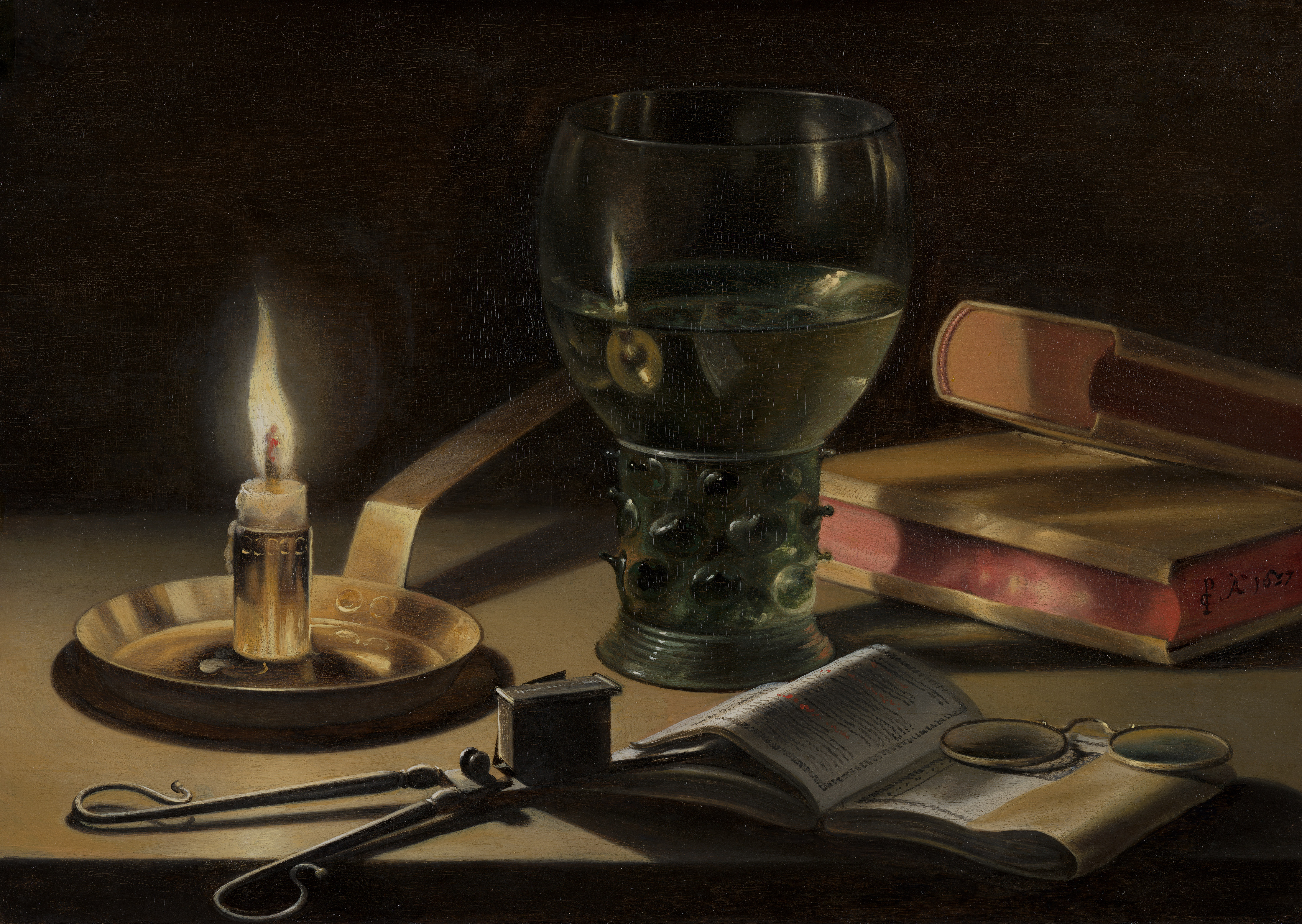
『燃えるロウソクのある静物』（1627年）マウリッツハイス美術館
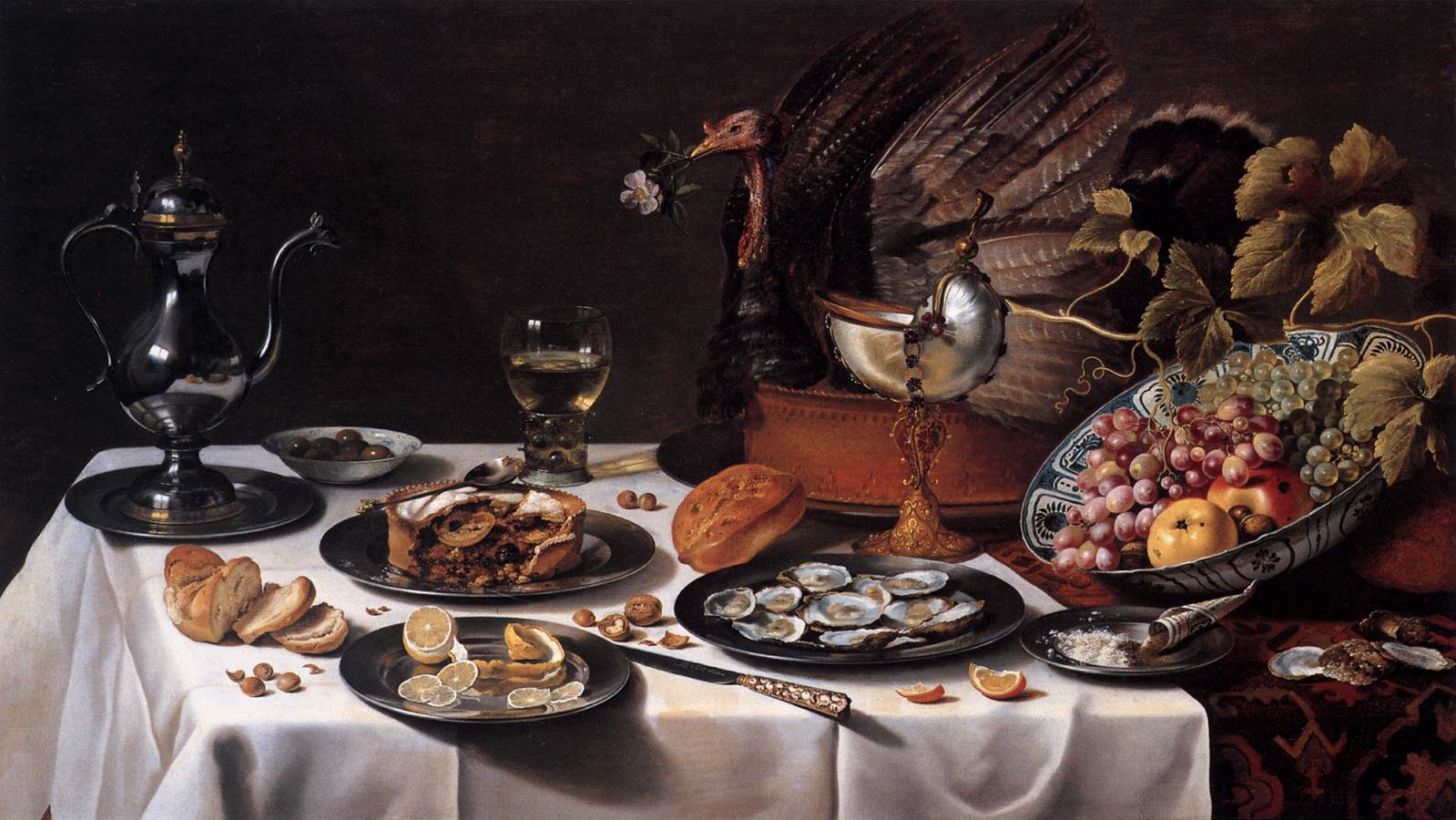
『ターキーパイのある静物』（1627年） アムステルダム国立美術館
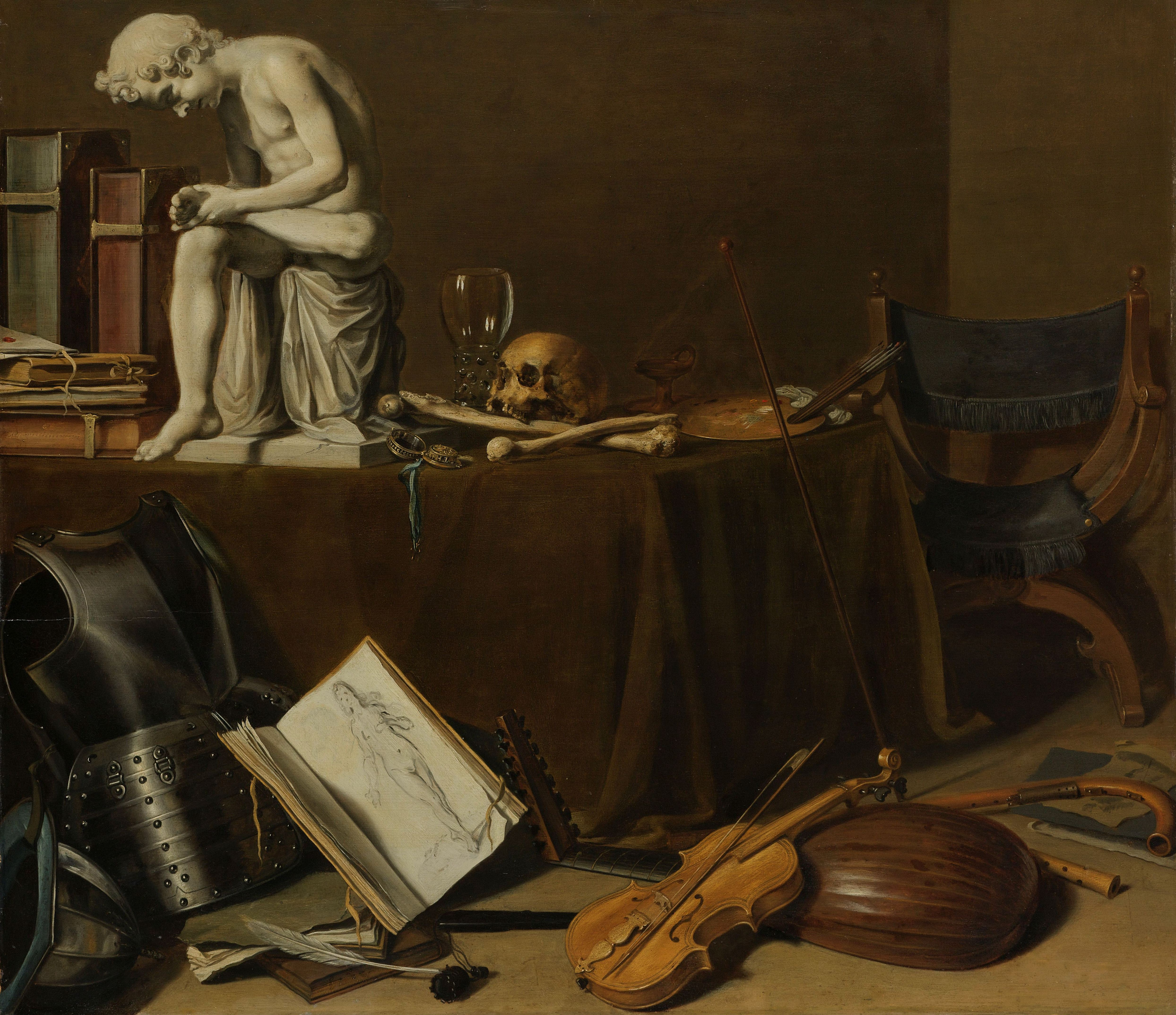
『棘を抜く少年像のあるヴァニタス』（1628年） アムステルダム国立美術館
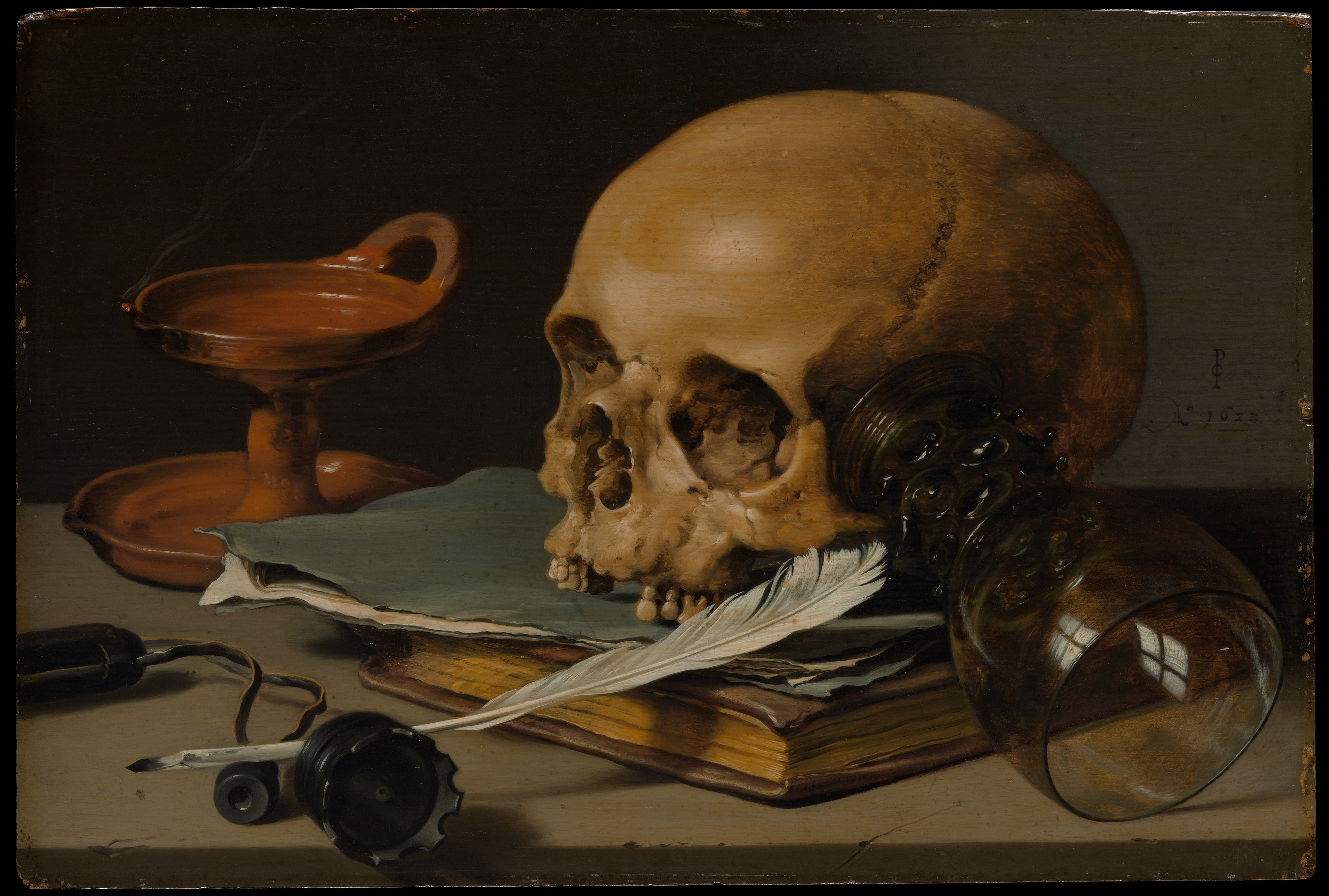
『髑髏と羽根ペンのある静物』（1628年） メトロポリタン美術館
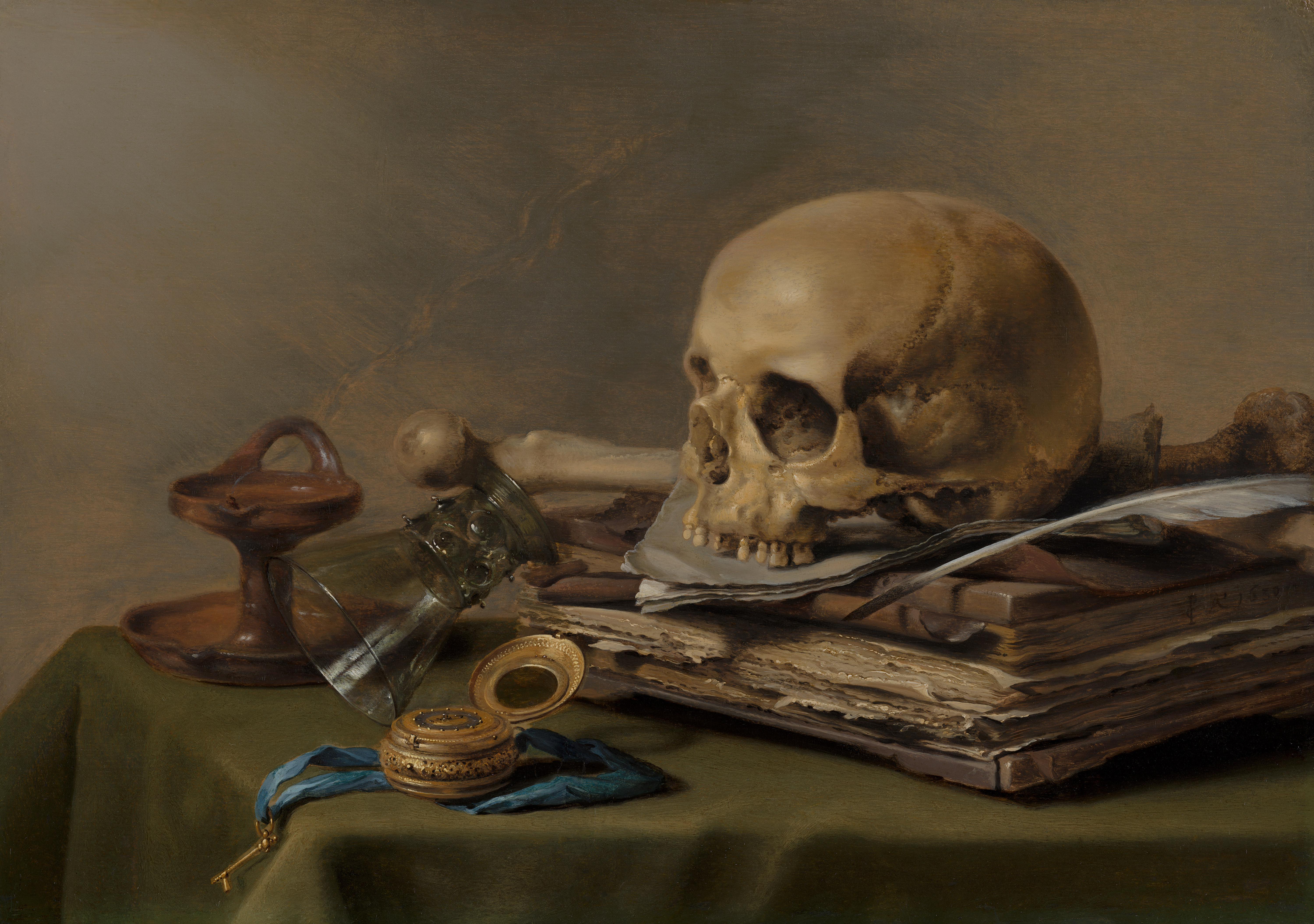
『ヴァニタスの静物』（1630年）マウリッツハイス美術館
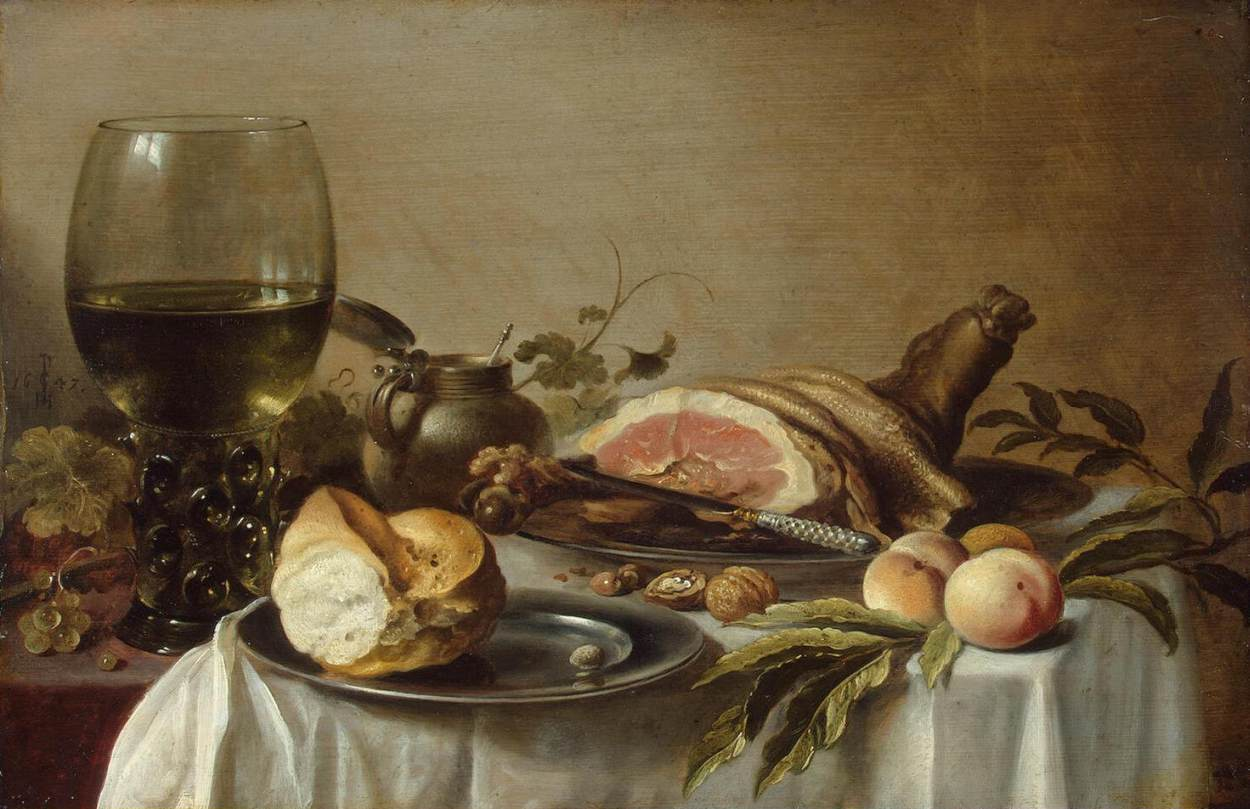
『静物』（1647年） エルミタージュ美術館

## 参照
1. ↑  Pieter Claesz entry in the RKD